# Toby Markham
Toby Markham (Ashford, 1988. március 12. –) brit motorversenyző, legutóbb a MotoGP 250 köbcentiméteres géposztályában versenyzett.

## Karrierje
A MotoGP-ben 2007-ben mutatkozott be, ekkor csak a hazai versenyen indult. Legközelebb 2009-ben tért vissza, ekkor második versenyén a tizennegyedik helyen végzett, két pontot szerezve.

## Statisztikái
| Szezon   | Géposztály | Motor   | V | Gy | D | Pole | L.kör | Pont | Poz. |
| -------- | ---------- | ------- | - | -- | - | ---- | ----- | ---- | ---- |
| 2007     | 250 cm³    | Yamaha  | 1 | 0  | 0 | 0    | 0     | 0    | HN   |
| 2009     | 250 cm³    | Honda   | 3 | 0  | 0 | 0    | 0     | 2    | 27.  |
| 2009     | 250 cm³    | Aprilia | 4 | 0  | 0 | 0    | 0     | 2    | 27.  |
| Összesen |            |         | 8 | 0  | 0 | 0    | 0     | 2    |      |

## Külső hivatkozások
- Profilja a MotoGP hivatalos weboldalán[halott link]